# Jan Marinus Wiersma
Jan Marinus Wiersma (ur. 26 sierpnia 1951 w Groningen) – holenderski polityk, działacz partyjny, poseł do Parlamentu Europejskiego (1994–2009).

## Życiorys
Ukończył w 1978 historię na Uniwersytecie Groningen. W tym samym roku został etatowym pracownikiem Partii Pracy (PvdA). Do 1987 był zatrudniony w administracji klubu poselskiego w Tweede Kamer. Następnie do 1999 pełnił funkcję międzynarodowego sekretarza i drugiego wiceprzewodniczącego PvdA.
Od 1994 do 2009 przez trzy kadencje sprawował mandat posła do Parlamentu Europejskiego. Zasiadał w grupie socjalistycznej, od 2004 jako jej wiceprzewodniczący. Pracował m.in. w Komisji Spraw Zagranicznych oraz Podkomisji Bezpieczeństwa i Obrony.

## Odznaczenia
- Order „Za zasługi” III klasy (2008, Ukraina)[1]
- Rycerz Krzyża Wielkiego Orderu Oranje-Nassau (2009, Holandia)[2]